# Sandgruben am Föhrenbuck
Das Naturschutzgebiet Sandgruben am Föhrenbuck liegt im Süden des Gemeindegebietes der Stadt Nürnberg.
Es befindet sich südlich des Abstieges des namensstiftenden Föhrenbucks zwischen der Ausfahrt Nürnberg Königshof der Autobahn A 73, östlich des Bayernhafen Nürnberg am Main-Donau-Kanal und westlich des Nürnberger Ortsteiles Pillenreuth. 
1992 wurden die aufgelassenen Sandabbaustellen auf den Gemarkungen Eibacher Forst und Worzeldorf durch die Verordnung 325.966 zum Naturschutzgebiet für gefährdete Tier- und Pflanzenarten erklärt.

## Flora und Fauna
Das Biotopmosaiks aus offenen Wasserflächen, Verlandungsbereichen, wechselfeuchten Pioniergesellschaften, Magerrasen, Staudenfluren, Heideflächen, offenen Sandflächen und umgebenden Kiefernmischwäldern fördert das Vorkommen von zahlreichen seltenen Pflanzenarten wie Pillenfarn, Berg-Sandglöckchen und Sonnentau sowie Tierarten wie Eisvogel, Heidelerche und Kreuzkröte.

## Pflege
Die vielfältigen Lebensräume werden u. a. von dem Landschaftspflegeverband Nürnberg mit ortsansässigen Landwirten gepflegt. Das Pflege- und Entwicklungskonzept umfasst das Wiederherstellen eines offenen zentralen Feuchtbereiches. Auf einer Fläche von 1,25 Hektar wurden Gehölze entnommen, die bestehenden Stillgewässer entschlammt und neue Kleingewässer entwickelt. Um Libellenarten zu fördern wurde der Ringgraben teilweise entschlammt.